# メジャメタラナ飛行場
メジャメタラナ飛行場（メジャメタラナひこうじょう）は、レソトの首都マセルにある軍用飛行場。モショエショエ1世国際空港が開港するまで、マセルの主要空港として用いられていた。